# 映画 ひつじのショーン UFOフィーバー!
『映画 ひつじのショーン UFOフィーバー!』（A Shaun the Sheep Movie: Farmageddon）『ひつじのショーン』シリーズの映画作品2作目。2019年12月13日に公開された。

## キャスト
- ショーン、ティミー：ジャスティン・フレッチャー
- ルーラ、ミーマ：アマリア・ヴィターレ
- ビッツァー、牧場主：ジョン・スパークス
- シャーリー、ウブ・ドゥ：リチャード・ウェバー
- ティミーのママ、エージェント・レッド：ケイト・ハーバー
- ツインズ：サイモン・グリーナル
- ナッツ：アンディ・ナイマン
- ヘーゼル：エマ・テート
- マギンズ：デビッド・ホルト
- 農夫のジョン：クリス・モレル
- ピザ屋の店員：ジョー・スグ
- カタツムリ：ウィル・べチャー、リチャード・フェラン

## スタッフ
- 原案：ニック・パーク
- 脚本：ジョン・ブラウン／マーク・バートン
- 監督：リチャード・スターザック／ウィル・ベッカー
- 製作：アードマン・アニメーションズ／スタジオカナル

## 評価
レビュー・アグリゲーターのRotten Tomatoesでは83件のレビューで支持率は96%、平均点は7.50/10となった。Metacriticでは18件のレビューを基に加重平均値が79/100となった。